# Nkaanga lobata
Nkaanga lobata, vrsta kukca polukrilca (Hemiptera) iz porodice cikada (Cicadellidae) koju je opisala Irena Dworakowska, 1974. Jedini je predstavnik svoga roda a živi u Republici Kongo.